# Marjorie Rambeau
Marjorie Rambeau (San Francisco, California; 15 de julio de 1889 – Palm Springs, California; 6 de julio de 1970) fue una actriz teatral y cinematográfica de nacionalidad estadounidense.

## Primeros años
Nacida en San Francisco, California, sus padres eran Marcel Rambeau y Lilian Garlinda Kindelberger. Ambos se separaron cuando la actriz era niña, por lo cual ella y su madre fueron a Nome, Alaska, donde la joven Marjorie vestía como un muchacho, cantaba y tocaba el banjo en bares y locales de music hall. Su madre insistía en que vistiera como un chico para frustrar la atención de los borrachos en un lugar tan salvaje como Nome. Rambeau empezó a actuar en las tablas a los 12 años de edad, pero no debutó en el circuito de Broadway hasta el 10 de marzo de 1913 en una prueba de la obra de Willard Mack Kick In.

## Carrera
En su juventud, Rambeau interpretó primeros papeles femeninos en Broadway, y en 1921 Dorothy Parker le dedicó unos versos.
Entre las películas mudas que rodó para Mutual Film Corporation figuran Mary Moreland y The Greater Woman (1917). Estos filmes no tuvieron demasiado éxito, pero dieron a conocer a Rambeau al público. Con la llegada del cine sonoro ella ya había cumplido los cuarenta años, y empezó a actuar con papeles de carácter en cintas como Min and Bill, The Secret Six, Laughing Sinners, Grand Canary, Palooka, y Primrose Path, por la cual fue nominada al Oscar a la mejor actriz de reparto.

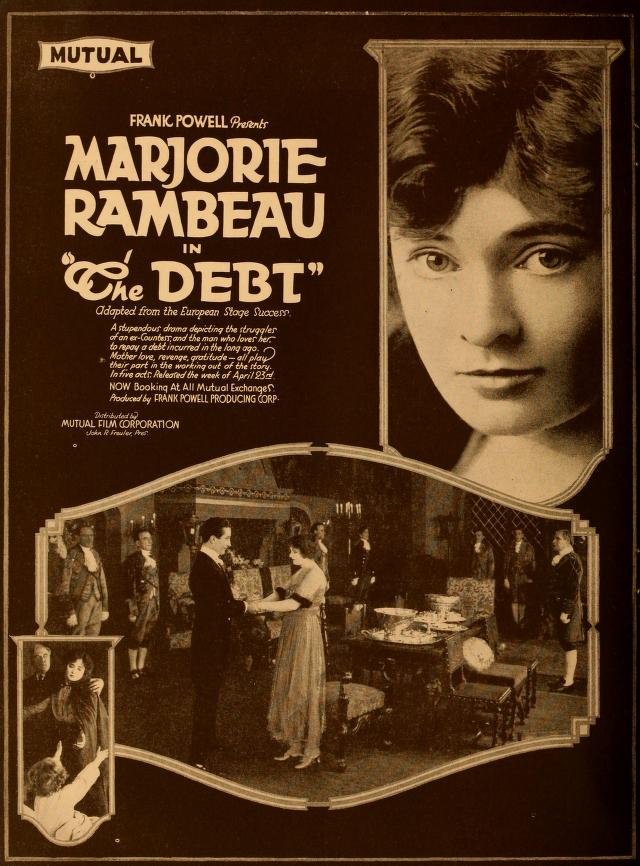
The Debt (1917)

En 1940, Rambeau tuvo el papel protagonista de Tugboat Annie Sails Again, así como el segundo, tras Wallace Beery (el coprotagonista en la original Tugboat Annie), en 20 Mule Team. Ella también encarnó a una madre italiana en East of the River. Otras de sus películas fueron Tobacco Road, A Man Called Peter, y Broadway. En 1953 fue nuevamente nominada a un Premio Oscar por su actuación en Torch Song. Más adelante, en 1957, hizo un papel de reparto en Man of a Thousand Faces, película sobre la vida de Lon Chaney, aunque en la realidad ella nunca había tenido la ocasión de trabajar con Chaney en el cine mudo.
Por su contribución a la industria del cine, Rambeau recibió una estrella en el Paseo de la Fama de Hollywood, en el 6336 de Hollywood Boulevard.

## Vida privada
Rambeau se casó en tres ocasiones, aunque no tuvo hijos:
- La primera vez en 1913, con el escritor, actor y director canadiense Willard Mack. La pareja se divorció en 1917.
- Después se casó con otro actor, Hugh Dillman McGaughey, en 1919. Se divorciaron en 1923. Dillman se casó después con Anna Thompson Dodge, viuda del magnate de la industria del automóvil Horace Elgin Dodge, y una de las mujeres más ricas del mundo.
- El último matrimonio de Rambeau fue con Francis Asbury Gudger en 1931, permaneciendo ambos juntos hasta la muerte de él en 1967.[5]

Marjorie Rambeau falleció en su domicilio en Palm Springs, California, en 1970, y fue enterrada en el Cementerio Desert Memorial Park de Cathedral City, California.

## Filmografía completa
- 1917: The Greater Woman, Motherhood, The Debt, The Mirror, The Dayling Miss Davison y Mary Moreland, de Frank Powell.
- 1917: National Red Cross Pageant, de Christy Cabanne.
- 1919: The Common Cause, de James Stuart Blackton.
- 1920: The Fortune Teller, de Albert Capellani.
- 1926: Syncopating Sue de Richard Wallace.
- 1930: Great Day, de Harry Beaumont y Harry A. Pollard.
- 1930: Her Man, de Tay Garnett.
- 1930: Min and Bill, de George W. Hill
- 1931: The Easiest Way, de Jack Conway.
- 1931: Trader Horn, de W. S. Van Dyke .
- 1931: A Tailor Made Man, de Sam Wood.
- 1931: Inspiration, de Clarence Brown.
- 1931: The Secret Six, de George W. Hill.
- 1931: Strangers May Kiss, de George Fitzmaurice.
- 1931: Son of India, de Jacques Feyder.
- 1931: Silence, de Louis J. Gasnier y Max Marcin.
- 1931: Laughing Sinners, de Harry Beaumont.
- 1931: This Modern Age, de Nick Grinde.
- 1931: Leftover Ladies, de Erle C. Kenton.
- 1931: Hell Divers, de George W. Hill.
- 1933: Man's Castle, de Frank Borzage.
- 1933: Strictly Personal, de Ralph Murphy.
- 1933: The Warrior's Husband, de Walter Lang.
- 1934: A Modern Hero, de Georg Wilhelm Pabst.
- 1934: Palooka, de Benjamin Stoloff.
- 1934: Grand Canary, de Irving Cummings.
- 1934: Ready for Love, de Marion Gering.
- 1935: Under Pressure, de Raoul Walsh.
- 1935: Dizzy Dames, de William Nigh.
- 1937: First Lady, de Stanley Logan.
- 1938: Merrily We Live, de Norman Z. McLeod
- 1938: Woman against Woman, de Robert B. Sinclair
- 1939: Laugh it off, de Albert S. Rogell.
- 1939: The Rains Came, de Clarence Brown.
- 1939: Sudden Money, de Nick Grinde.
- 1939: Heaven with a Barbed Wire Fence, de Ricardo Cortez.
- 1940: East of the River, de Alfred E. Green.
- 1940: Primrose Path, de Gregory La Cava.

- 1940: Santa Fe Marshal, de Lesley Selander.
- 1940: 20 Mule Team, de Richard Thorpe.
- 1940: Tugboat Annie sails again, de Lewis Seiler.
- 1941: Three Sons o' Guns, de Benjamin Stoloff.
- 1941: Tobacco Road, de John Ford.
- 1942: Broadway, de William A. Seiter
- 1943: In Old Oklahoma, de Albert S. Rogell
- 1944: Oh, What a Night, de William Beaudine.
- 1944: Army Wives, de Phil Rosen.
- 1945: Salome where she danced, de Charles Lamont.
- 1948: The Walls of Jericho, de John M. Stahl
- 1949: The Lucky Stiff, de Lewis R. Foster
- 1949: Any Number can play, de Mervyn LeRoy.
- 1949: Abandoned, de Joseph M. Newman.
- 1953: Torch Song, de Charles Walters.
- 1953: Bad for Each Other, de Irving Rapper.
- 1953: Niágara, de Henry Hathaway.
- 1954: Forever Female, de Irving Rapper.
- 1955: A Man called Peter, de Henry Koster.
- 1955: The View from Pompey's Head, de Philip Dunne.
- 1957: Slander, de Roy Rowland.
- 1957: Man of a Thousand Faces, de Joseph Pevney.

## Teatro
Obras teatrales representadas en Broadway
- 1914: So Much for So Much, escrita e interpretada por Willard Mack[9]
- 1915-1916: Sadie Love, de Avery Hopwood, con Pedro de Córdoba.
- 1916-1917: Cheating Cheaters, de Max Marcin.
- 1917-1918: Eyes of Youth, de Charles Guernon y Max Marcin.
- 1918  Where Poppies Bloom, de Roi Cooper Megrue, a partir de Henry Kistemaeckers, con Pedro de Córdoba y Lewis Stone.
- 1919: The Fortune Teller, de Leighton Graves Osmun.
- 1919-1920: The Unknown Woman, de Marjorie Blaine y Willard Mack, con Lumsden Hare.
- 1921-1922: Daddy's Gone A-Hunting, de Zoe Akins.
- 1922: The Goldfish, a partir de Paul Armont y Marcel Gerbidon, adaptación de Gladys Unger.
- 1923: Como gustéis, de William Shakespeare, con Walter Abel, Margalo Gillmore y Ian Keith.
- 1924: The Road Together, de George Middleton.
- 1925: The Valley of Content, de Blanche Upright.
- 1925: Antonia, de Melchior Lengyel, adaptación de Arthur Richman, escenografía de George Cukor y M. Lengyel, con Ilka Chase, Lumsden Hare, Philip Merivale y Georges Renavent.
- 1926: The Night Duel, de Daniel N. Rubin y Edgard MacGregor.
- 1926: Just Life, de John Bowie, con Norman Foster.

## Premios y distinciones
Premios Óscar
| Año  | Categoría                          | Película                  | Resultado |
| ---- | ---------------------------------- | ------------------------- | --------- |
| 1941 | Mejor actriz de reparto            | Camino de rosas           | Nominada  |
| 1954 | Óscar a la mejor actriz de reparto | La canción de la antorcha | Nominada  |